# La barca de Dante
La barca de Dante (en francès, La Barque de Dante o Dante et Virgile aux enfers) és una de les primeres pintures del romàntic francès Eugène Delacroix, i la que el va donar a conèixer. La pintura mostra personatges de l'Infern (La Divina Comèdia), de Dante Alighieri.
Va ser exposat al Saló anual de l'Acadèmia de Belles Arts de l'Institut de França a París, fet que va marcar l'entrada oficial de Delacroix entre els pintors. Malgrat que va ser un quadre subjecte a crítiques a la seva època, l'Estat francès el va comprar de seguida, i el llavors jove Adolphe Thiers va esdevenir ràpidament un fervent defensor de l'obra del pintor. Thiers va dir en veure el quadre: "El Sr. Delacroix ha rebut el geni". Actualment està exposat al Museu del Louvre.
Pels romàntics com Delacroix, ja no estava de moda pintar estàtues clàssiques però en canvi era vàlid llegir els clàssics per a inspirar-se directament a partir de la literatura. La idea era que els escriptors estrangers oferien una visió del món diferenta a, en el cas de Delacroix, els francesos, i que la lectura fomentava la imaginació. Una altra obra de Delacroix basada en la literatura clàssica és, per exemple, Medea furiosa.